# علي بن عبد الله العيوني
أبو منصور علي بن عبد الله العيوني أميرٌ عُيونِيّ حكمَ أوال وكان مساعدًا في إدارة حكم الأحساء في عهد والده.

### فهرس المراجع
1. ↑  الشرعان (2002)، ص. 55.
2. ↑  الملا (2014)، ص. 162.

### بيانات المراجع
الكُتُب مُرتَّبة حَسب تاريخ النَّشر
- نايف بن عبد الله الشرعان (2002). نُقُود الدَّولة العيُونيَّة في بلاد البحْرين. الرياض: مركز الملك فيصل للبحوث والدراسات الإسلامية. ISBN:9960-726-91-6. LCCN:2003346824. OCLC:52146542. OL:19361341M. QID:Q118247592.
- عبد الرحمن بن عثمان بن محمد الملا (2014). تاريخ الإمارة العيونية في بلاد البحرين (ط. 1). الخبر: الدار الوطنية الجديدة. ISBN:978-9960-691-79-4. LCCN:2016339576. OCLC:958224607. OL:44587747M. QID:Q118210223.